# Oripoda auriculata
Oripoda auriculata är en kvalsterart som beskrevs av Sandór Mahunka 1996. Oripoda auriculata ingår i släktet Oripoda och familjen Oripodidae. Inga underarter finns listade i Catalogue of Life.